# Daniel Schechter
Pour les articles homonymes, voir Schechter.
Daniel Schechter est un pédopsychiatre, psychiatre d'adultes, chercheur en neurosciences développementales et psychanalyste. Il est médecin adjoint avec titre de professeur associé dans le domaine de la pédopsychiatrie au Service universitaire de psychiatrie de l'enfant et de l'adolescent (SUPEA) au Centre hospitalier universitaire vaudois (CHUV) et à la Faculté de biologie et médecine à l'Université de Lausanne.  Depuis juillet 2019, il est co-responsable d'une consultation spécialisée et un programme de recherche en parentalité et en petite enfance également au SUPEA, CHUV. 
En 2018, il a été nommé professeur associé à une chaire dotée en psychiatrie de l'enfant et de l'adolescent à l'Ecole Grossman de médecine de l'Université de New York (NYU) où il a dirigé un nouveau centre de recherche en stress, trauma, et résilience et où il était chef du service de santé mentale périnatale et infantile. Depuis son retour en Suisse en 2019 jusqu'au juin 2024, il restait en tant que professeur associé titulaire en pédopsychiatrie à NYU. 
En parallèle, il restait en tant que membre de la Faculté de médecine à l'Université de Genève à la suite de son habilitation en psychiatrie de 2011 à 2022. A Genève il a dirigé le projet sur le stress infantile de Genève qui faisait partie du Centre national de compétence en recherche sur la base synaptique des troubles psychiatrique (NCCR-SYNAPSY).
À partir de septembre 2024, il est professeur invité au Centre de psychanalyse à l'Université Columbia à New York.

## Études
Schechter a fait ses études en médecine, en psychiatrie de l'enfant, de l'adolescent et de l'adulte, ainsi qu’en psychobiologie développementale à l'Université Columbia à New York.  

## Contributions
Il est connu tant pour son travail clinique que pour sa recherche psychobiologique sur la transmission intergénérationnelle de la violence et du traumatisme associé ainsi que sur les effets de stress sur les enfants et les adolescents,,. Il a écrit sur les attentats du 11 septembre 2001 à New York dans un livre coédité avec la psychologue et psychanalyste américaine Susan Coates et Jane Rosenthal. 
Schechter était avec Susan Coates, Karen Gilmore, Elsa First et Ilene Sackler-Lefcourt parmi les fondateurs du "Columbia University Parent-Infant Program" à New York, un programme post-doctoral en psychothérapie des parents-enfants des bas âges au Centre hospitalier universitaire de Columbia en 1998, ce qui était le premier de ce type universitaire.  Les observations de Coates, First, et Schechter ainsi que celles de la psychanalyste française Christine Anzieu-Premmereur qui a travaillé avec eux au Columbia University Parent-Infant Program étaient parmi les premières observations systématiques par les cliniciens qui ont aussi vécu les attentats et leurs suites,,
Schechter a notamment décrit la façon dont l'angoisse de séparation chez les jeunes enfants a déclenché des symptômes d'un trouble de stress post-traumatique (PTSD) chez leurs pourvoyeurs de soins qui ont survécu. Cette observation était validée par sa recherche sur la manière dont les effets de la violence familiale affectent la relation parents-enfant, ainsi que comment ils sont liés aux troubles de l'attachement, et au développement émotionnel des jeunes enfants,,,. Son travail sur le trauma et l'attachement est cité par les chercheurs importants dans les domaines des neurosciences cliniques, de la psychiatrie et psychologie développementale, et en particulier, de la théorie de l'attachement et du traumatisme,,.

## Distinctions
- En 2005, 2009 (prix de poster), 2013, 2015, 2021, et 2023 le Significant Contribution to Psychoanalytic Research Awards (Association psychanalytique internationale (API))
- En 2008, le Prix Pierre Janet pour le meilleur article scientifique (Société internationale pour l'étude du trauma et de la dissociation (ISSTD))
- En 2010, 2015 et 2017, le Norbert and Charlotte Rieger Psychodynamic Psychotherapy Award for Best Paper de l'Académie américaine de psychiatrie de l'enfant et de l'adolescent (AACAP).
- En 2014, un des prix pour la meilleure publication scientifique du Congrès français de psychiatrie, pour son article co-écrit avec Dominik Moser, sur le lien entre la dissociation et l'activité neuronale chez les mères traumatisées[16].
- En 2015, le Prix Hayman de l'API pour son article « On Traumatically Skewed Intersubjectivity »[17].
- En 2016, Distinguished Fellow de l'Académie américaine de la psychiatrie de l'enfant et de l'adolescent
- En 2017, Distinguished Fellow de l'Association américaine de psychiatrie
- En 2018, le Prix Sandor Ferenczi pour le meilleur article clinique d'orientation psychodynamique (Société internationale pour l'étude du trauma et de la dissociation (ISSTD))
- En 2019, le Prix Kernberg pour l'excellence de recherche clinique en psychiatrie de l'enfant et de l'adolescent (le Département de psychiatrie, l'école de médecine Weill de l'université de Cornell, New York, NY, EU)

## Œuvres

### Livres
- September 11 : Trauma and Human Bonds, avec Susan W. Coates et Jane Rosenthal, Hillsdale, NJ : Analytic Press, 2003, 2014.
- Formative Experiences: The Interaction of Caregiving, Culture, and Developmental Psychobiology, avec Carol Worthman, Paul  Plotsky et Constance Cummings, Cambridge University Press, 2010.

### Articles
- avec C. Anzieu-Premmereur, S.W. Coates, E. First et al. Réflexions sur l’intervention de crise auprès des enfants de New York après l’explosion du World Trade Center, Psychothérapies, 2002/3 (Vol. 22), p. 142-152 [lire en ligne].
- avec F. Suardi, D.A. Moser, et S. Rusconi Serpa. La parentalité dans un contexte de violence domestique : impact et modalités d’intervention. Enfance, 2015. 3(9), p. 409-427.